# Clermontia clermontioides
Clermontia clermontioides là loài thực vật có hoa trong họ Hoa chuông. Loài này được (Gaudich.) A.Heller mô tả khoa học đầu tiên năm 1896.